# Песчаные черви Дюны
«Песчаные черви Дюны» (англ. Sandworms of Dune) — второй и заключительный роман серии «Дюна 7», написанной Брайаном Гербертом и Кевином Андерсоном в качестве завершения серии «Хроники Дюны».
По утверждению авторов, роман основан на записях, оставленных Фрэнком Гербертом, а роман «Охотники Дюны» и его продолжение, «Песчаные черви Дюны», представляют свою версию того, что Фрэнк Герберт планировал выпустить как седьмой роман в серии «Дюны».
Роман был опубликован в августе 2007 года. На русском языке книга издана в 2009 году издательством «АСТ» в переводе Александра Анваера.

## Сюжет
Книга рассказывает о кульминации великой битвы «конца времён», предсказанной Богом-императором Лето II Атрейдесом, так называемом Крализеке.
Подходит к концу многовековая битва между мыслящими машинами и людьми. Омниус — единый разум синхронизированного мира машин, стоящий во главе легионов роботов и Новых лицеделов, более 10 тысяч лет собирал силы для решающего удара, грозящего гибелью всему человечеству. Омниусу помогает независимый робот Эразм, который многие века пытался постичь суть человечества. За столь долгие годы исследований и экспериментов, не стал ли робот слишком независим и похож на своих создателей — людей, ведь втайне он давно мечтает закончить эксперимент и узреть наконец итог своих трудов, почувствовать, что же такое на самом деле смерть! Им противостоит человечество во главе с Командующей-матерью Мурбеллой, лидером Новой общины сестёр, пытающейся объединить силы против звёздного флота мыслящих машин. На блуждающем не-корабле «Итаке», экипаж возглавляет гхола Дункана Айдахо. На его борту месте с последними из истинных Бене Гессерит, под руководством Преподобной матери Шианы, продолжается спорный эксперимент с возрождением гхола самых великих людей и лидеров последних тысячелетий.